# Гелена Альмейда
Гелена Альмейда (11 квітня 1934, Лісабон — 25 вересня 2018, Сінтра) — португальська художниця-неоконкретистка, відома своїми роботами в області фотографії, перформансу, боді-арту, живопису та малювання.

## Із біографії
Народилася у Лісабоні в родині португальського скульптора Леопольдо де Альмейди.
1955 року Гелена закінчила факультет образотворчого мистецтва Лісабонського університету.

## Творчі напрацювання
1967 року Альмейда вперше оформила свою виставку в галереї Бухгольц (Лісабон). У своїх роботах уперше використовувала тривимірні елементи, що створювало ефект об'ємності й викликало зацікавленість глядача.
1969 року визначила новий аспект у своїй роботі: прагнення до саморепрезентації. Головним аспектом виставки стала чорно-біла фотографія художниці в полотні. Розкинувши руки й дивлячись вниз, вона виглядала  як Христос, що несе хрест. Ця фотографія стверджувала: різниці між твором і тілом художника немає. Гасло: «Я — полотно!» визначило актуальність її творчості.
Початок 1970-их років — Альмейда повернулася до тривимірних ескізів.  У малюнках з нитками кінського волосся почуття виходили назовні й робота починала жити самостійно. «Живопис назовні» — так визначила свій стиль авторка.
1975 року Гелена спробувала об'єднати малювання, живопис та фотографію. Малюнок був представлений кінськими нитками; живопис — кольорами: синій, червоний, іноді чорний. Фотографія слугувала метанарративом, універсальною системою понять, знаків, символів, метафор, спрямованих на створення певного типу. ЇЇ роботи сприймалися як експерименти: дизайн в кіно, від картини до коміксу, від фотографії до скульптури, від архітектури до перформансу.

## Особисте життя
Вийшла заміж за архітектора Артура Роза. Дочка Йоана Роза також стала художницею. Альмеїда померла в своєму будинку в Сінтрі, Лісабон, 25 вересня 2018 року у віці 84 роки.

## Виставки
- Галерея Бухгольц, Лісабон (1967)
- Венеційська бієнале (1982, 2005)
- Centro Galego de Arte Contemporanea, Сантьяго-де-Компостела (2000)
- Сіднейське бієнале, Центр малювання, Нью-Йорк (2004)
- Fundación Telefónica, Мадрид, Іспанія; Кеттлс-ярд, художня галерея у Кембриджі, Велика Британія (2009)
- Музей Серралвеш, Порту, Португалія (2015/2016)
- Чиказький художній інститут, Іллінойс, США (2017)
- Тейт Модерн, Лондон, (2018)

## Нагороди
Серед нагород — грант від Фонду Галуста Гюльбенкяна (1964); перша премія за малювання Коїмбрського університету (1967); Великий Орден Інфанта дона Енріке (2003).